# Pierre-Antoine Lebrun
Pour les articles homonymes, voir Lebrun.
Pierre-Antoine Lebrun, né le 29 novembre 1785 à Paris et mort à Paris 7e le 27 mai 1873, est un poète et auteur dramatique français.

## Biographie
Il étudie au collège militaire de Saint-Cyr / Prytanée militaire. Il est l'auteur de pièces de théâtre et d'œuvres à la gloire du Premier Empire, ce qui lui vaut des sanctions sous la Restauration.
Élu à l'Académie française le 21 février 1828, il est directeur de l'Imprimerie nationale du 15 septembre 1831 au 22 mai 1848, puis conseiller d'État, pair de France de 1839 à 1848 et sénateur du Second Empire en 1853.
Légion d'honneur : officier le 30 avril 1836, commandeur le 13 août 1861, grand officier le 14 août 1868.
Selon l'Académie française, sa meilleure pièce, Marie Stuart, fut considérée comme la première victoire du romantisme au théâtre.

## Distinctions
- Grand officier de la Légion d'honneur (1868).

## Œuvres
Principales poésies
- Ode à la Grande Armée  (1805)
- La Vallée de Champrosay (1825)
- Le Voyage de Grèce  (1828)

Théâtre
- Pallas, fils d'Évandre, tragédie (1806)
- Ulysse, tragédie en 5 actes, Paris, Théâtre Français, 28 avril 1814.
- Marie Stuart, tragédie en 5 actes, d'après Frédéric Schiller, avec Mademoiselle Duchesnois (Marie Stuart), Paris, Comédie-Française, 6 mars 1820.
- Le Cid d'Andalousie, tragédie en cinq actes, Paris, Comédie-Française, 1er mars 1825.

Œuvres réunies
- Œuvres de Pierre Lebrun. Avec une notice sur ses ouvrages, par Sainte-Beuve, Didier, Paris, 1864. Vol. 1 - Théâtre : Pallas, Ulysse, Marie Stuart, le Cid d'Andalousie. Vol. 2 - Poésies : Le Voyage de Grèce, Poème sur la mort de Napoléon, Odes et poésies premières. Vol. 3 - Poésies : Les Poèmes et poésies, Épîtres familières, Scènes du sérail, Essais de jeunesse. Vol. 4 - Discours et critique littéraire.

### Archives
- 36 cartons d'archives sont conservés à la bibliothèque Mazarine. (Voir Calames).